# Guillermo Oliveri
Guillermo Rodolfo Oliveri (n. Baradero) es un político argentino que ocupó el cargo de secretario de Culto de Argentina en los períodos 2003-2015 y 2019-2023, bajo los gobiernos peronistas de Néstor Kirchner, Cristina Fernández de Kirchner y Alberto Fernández.

## Biografía
Nació en Baradero, provincia de Buenos Aires, Argentina. Es militante del peronismo.
Fue designado titular de la Secretaría de Culto (en el Ministerio de Relaciones Exteriores, Comercio Internacional y Culto) el 29 de mayo de 2003 por el presidente Néstor Kirchner. Dejó el cargo el 10 de diciembre de 2015 con el fin del gobierno de Cristina Fernández de Kirchner; fue sustituido por Santiago de Estrada.
Regresó al cargo el 10 de diciembre de 2019 al ser nombrado por el presidente Alberto Fernández.